# 郭羿含
郭羿含（1975年6月2日—）為台灣舉重運動員，出身於屏東縣長治鄉。

## 生平
她原先是田徑短跑選手並非專練舉重，直到國中二年級時才轉戰舉重，國中三年級才正式改練舉重。
郭羿含在1997年5月東亞運中，以212.5公斤先奪銀牌，7月在亞洲盃舉出215公斤的成績拿下銅牌；隔了一個月在世界運動會中，再度舉出217.5公斤的成績，獲得金牌。郭羿含在1999年亞洲舉重錦標賽75公斤級以240公斤的成績摘下銀牌。
郭羿含在2000年雪梨奧運中代表中華台北出賽，雖然在女子舉重75公斤級的成績為245公斤，與哥倫比亞玛丽亚·乌鲁蒂亚（Maria Isabel Urrutia）、奈及利亞鲁斯·奥格贝弗（Ruth Ogbeifo）相同，但因為體重較重，最後只奪得銅牌。郭羿含在2001年全國運動會奪得金牌後，便退隱轉任教職，後來直到2007年全國運動會才再度復出，以抓舉94公斤、挺舉115公斤、總和209公斤再度奪金牌。

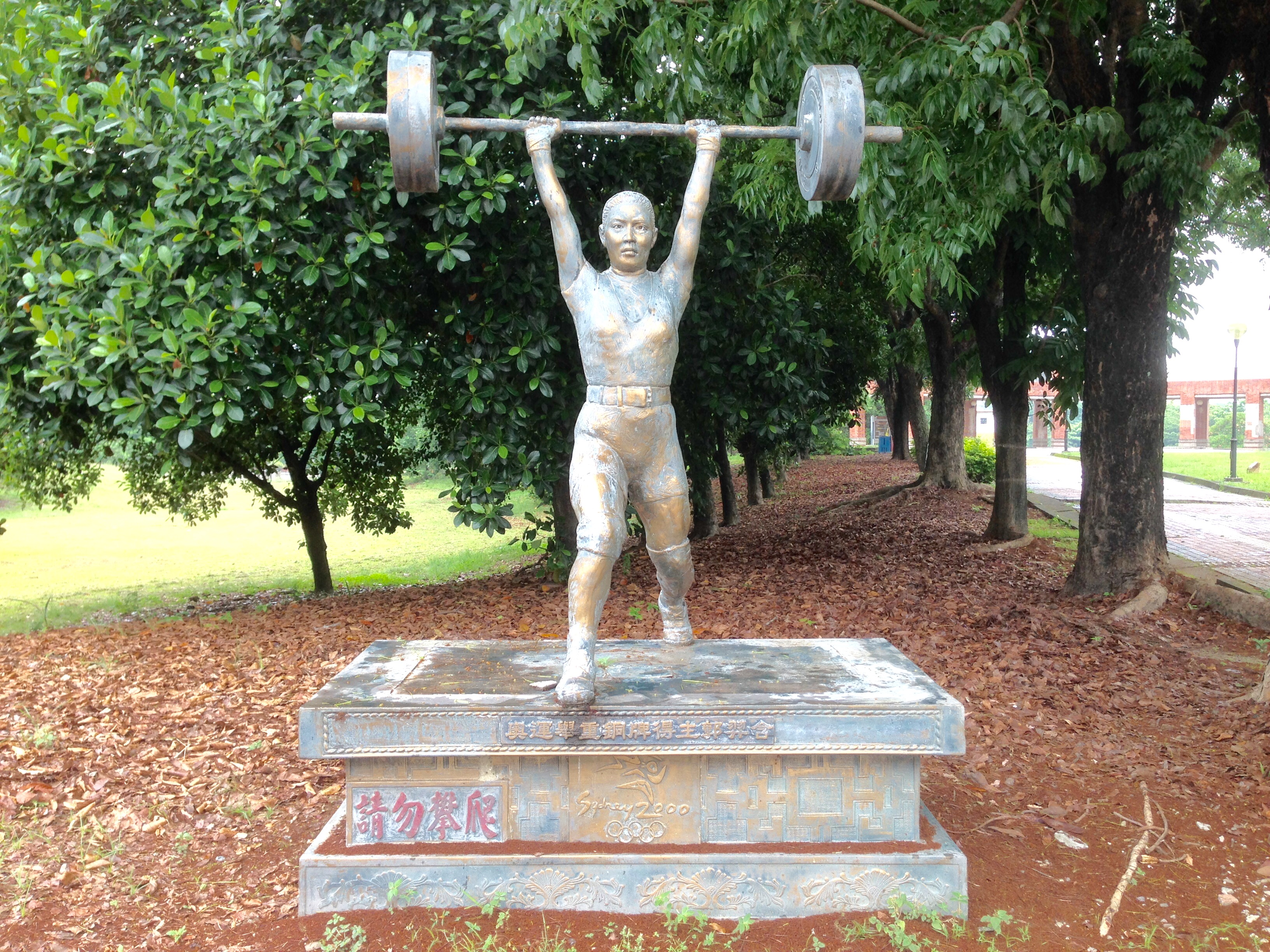
郭翌含銅像，位在麟洛運動公園。

## 外部連結
- 奧運檔案 （页面存档备份，存于）